# 李翔海
李翔海（1962年9月19日—），男，湖北荆门人，中国哲学家。北京大学马克思主义学院教授、博士生导师。主要从事中国现代哲学和中国化马克思主义哲学的研究。

## 生平
1988年本科毕业于南开大学哲学系。1991年研究生毕业于南开大学哲学系中国哲学专业。1994年获博士学位，同年留校任教，1995年晋升为副教授，1998年破格晋升为教授，2000年被聘为博士生导师。2005年至2009年任南开大学哲学系主任。2010年起任教于北京大学。曾任北京大学马克思主义学院学术委员会主任、北京大学中国文化发展研究中心常务副主任。

## 出版物
- 《内圣外王：儒家的境界》（江苏人民出版社，2017年）
- 《20世纪中国哲学研究》（天津人民出版社，2012年）
- 《现代新儒学论要》（南开大学出版社，2010年）
- 《民族性与时代性——现代新儒学与后现代主义比较研究》（人民出版社，2005年）
- 《寻求德性与理性的统一：成中英本体诠释学研究》（文史哲出版社，1998年）
- 《生生和谐——重读孔子》（四川人民出版社，1996年版）

## 学术兼职
- 中国哲学史学会副会长（2008年—2018年）[3]